# هاي هاي بوفي آمي يومي (مسلسل)
هاي هاي بوفي امي يومي (Hi Hi Puffy AmiYumi) هو عبارة عن مسلسل أمريكي-ياباني غنائي كوميدي

## آمي
آمي هي فتاة ذو الـ 16 سنة فتاة كبيرة لكن المشكلة فيها انها مشاغبة وتتمنى ايجاد أي شيء لطيف

## يومي
يومي هي فتاة ذو الـ 14 سنة فتاة لطيفة وهادئة وجادة وهي الصديقة لآمي

## كاز
كاز هو معلم آمي ويومي
أسماء آمي ويومي الكاملة هي (آمي اونوكي) - (يومي يوشيمورا)

## وصلات خارجية
- هاي هاي بوفي امي يومي على موقع IMDb (الإنجليزية)
- هاي هاي بوفي امي يومي على موقع كينوبويسك (الروسية)
- هاي هاي بوفي امي يومي على موقع ألو سيني (الفرنسية)
- هاي هاي بوفي امي يومي على موقع قاعدة بيانات الفيلم (الإنجليزية)